# Blåmanen
Blåmanen est une montagne située à Bergen en Norvège. Elle est parfois classée parmi les sept montagnes entourant la ville, de syv fjell. Elle culmine à 552 mètres, et à son sommet sont visibles les restes d'une batterie de DCA allemande datant de la Seconde Guerre mondiale ainsi qu'une plaque commémorative. Elle fait partie du massif de Byfjellene.